# Koreaans hoorntjeswier
Koreaans hoorntjeswier (Ceramium sungminbooi) is een roodwier uit de klasse Florideophyceae. De wetenschappelijke naam van de soort werd in 2016 gepubliceerd door J.R. Hughey en G.H. Boo.

## Kenmerken
Koreaans hoorntjeswier is een draadvormige rode alg waarvan de thalli (plantvorm) roze tot rozerood en fijn vertakt zijn. De planten zijn struik- of waaiervormig en worden 30-80 mm hoog. De toppen van de takken zijn dubbel en licht gebogen, de takken worden gemarkeerd door regelmatige banden van donkerrode corticale cellen.

## Verspreiding en leefgebied
In de Baai van San Francisco groeiden deze planten in jachthavens, in de buurt van jachten, terwijl Europese exemplaren groeiden in het gebied in de buurt van schelpdierkwekerijen. In beide regio's wordt C. sungminbooi aangetroffen in combinatie met andere niet-inheemse algen uit het noordwesten van de Grote Oceaan. Mogelijke vectoren zijn onder meer aangroei van de romp, ballastwater en oesters. Hoewel het nog niet eerder uit Japan was gemeld, was het gevonden op puin van de Grote Oost-Japanse Tsunami in 2012, aan de kusten van Oregon en Washington.